# Limonium lowei
Limonium lowei (Кермек Лау) — вид рослин з родини кермекові (Plumbaginaceae), ендемік Мадейри.

## Поширення
Ендемік Мадейри (о. Порту-Санту).